# Norrmalm (district)
Norrmalm est un quartier, ancien district du Sud de Stockholm, en  Suède.
IL comprend les quartiers de Norrmalm, Skeppsholmen et Vasastaden, et avait une population de 70 263 habitants (en 2016).

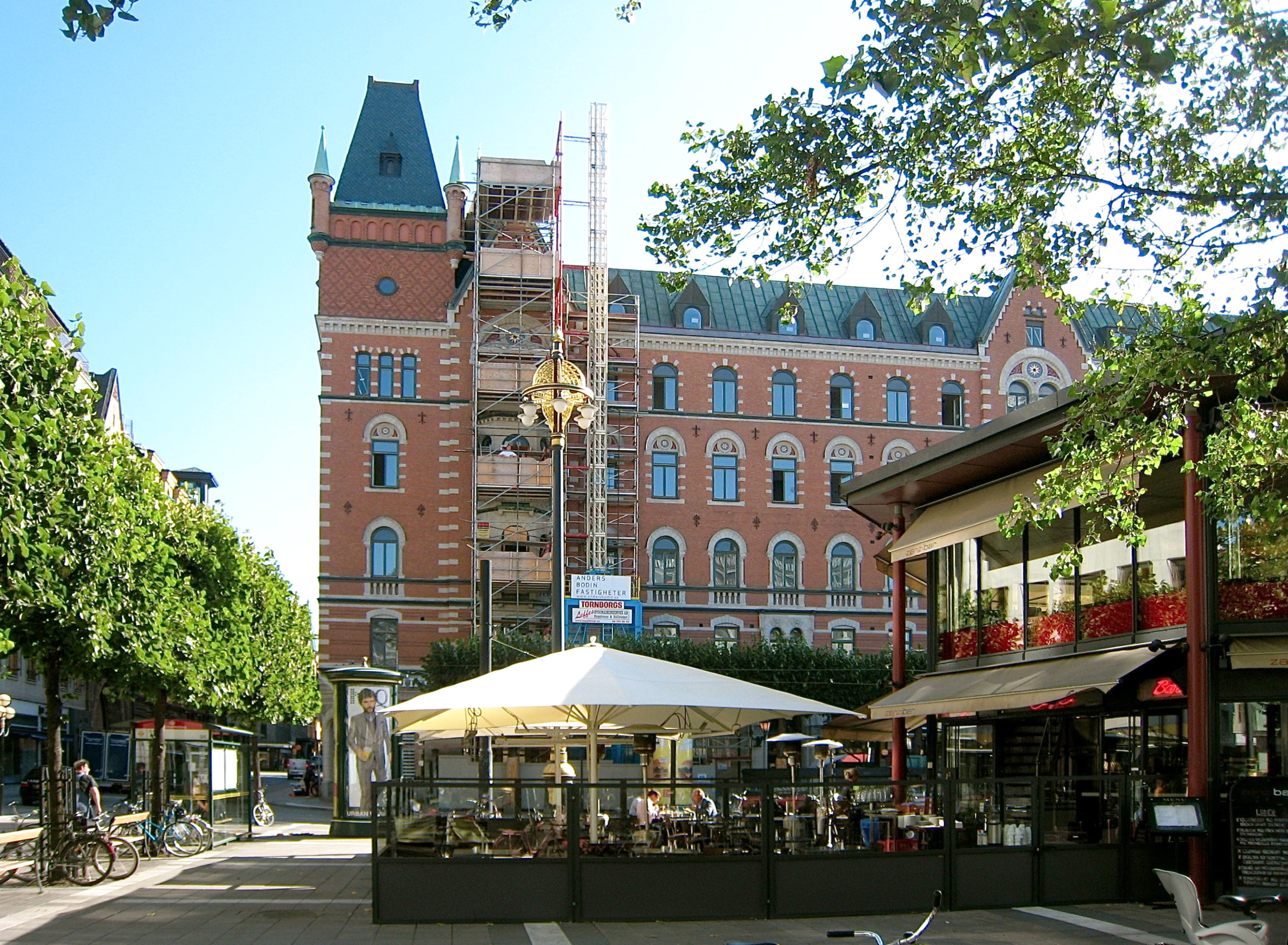
Le square Norrmalmstorg.

## Histoire
Il fusionne avec celui de Östermalm en 2023 pour former le district de Norra innerstaden.